# 30
| 30                 |
| ------------------ |
| Dødsfald - Fødsler |
|                    |

| Gregoriansk kalender | 30 XXX                  |
| Ab urbe condita      | 783                     |
| Armensk kalender     | I/T                     |
| Kinesiske kalender   | 2726 – 2727 己丑 – 庚寅 |
| Etiopisk kalender    | 22 – 23                 |
| Jødisk kalender      | 3790 – 3791             |
| Hindukalendere       |                         |
| - Vikram Samvat      | 85 – 86                 |
| - Shaka Samvat       | N/A                     |
| - Kali Yuga          | 3131 – 3132             |
| Iransk kalender      | 592 BP – 591 BP         |
| Islamisk kalender    | 611 BH – 609 BH         |

Se også 30 (tal)

## Født
- 8. november – Nerva, romersk kejser (død 98).